# قره‌کول (شالقارتنیز)
قره‌کول (به قزاقی: Karakol) یک دریاچه در قزاقستان است که در استان آق‌تپه واقع شده‌است.